# SG OrPo Danzig
SG OrPo Danzig was een Duitse voetbalclub uit de stad Danzig, dat na de Tweede Wereldoorlog door Polen werd ingelijfd en nu Gdańsk heet.

## Geschiedenis
De club werd opgericht in 1920 als SV Schutzpolizei Danzig. In 1921/22 speelde de club voor het eerst in de Bezirksliga Danzig, de toenmalige hoogste klasse en werd meteen kampioen en plaatste zich zo voor de Baltische eindronde samen met VfB Königsberg en Titania Stettin. De club verloor beide wedstrijden. Twee jaar later werd de club samen met Ostmark Danzig eerst en verloor de play-off om de titel. In 1927 werd de club vicekampioen achter SV Neufahrwasser en mocht opnieuw naar de eindronde, waar ze vierde op zes clubs werden. Het volgende seizoen werd de club kampioen, maar kon in de eindronde geen potten breken. In 1929 werd de competitie onderdeel van de Grensmarkse competitie, een soort tussenronde tussen de Bezirksliga's en de Baltische eindronde. Schupo werd tweede achter BuEV Danzig, maar in de eindronde werden ze kampioen waardoor ze naar de Baltische eindronde gingen, hier werd de club echter laatste. De volgende jaren slaagde de club er niet meer in om de eindronde te spelen.
Bij de invoering van de Gauliga Ostpreußen in 1933 plaatsten zich slechts drie clubs uit Danzig voor de competitie en hier greep de club naast. De club had inmiddels de naam Polizei SV Danzig aangenomen en werd kampioen van Danzig-Marienwerder. In de promotie-eindronde versloeg de club Concordia Königsberg en promoveerde. De club werd meteen vicekampioen achter SV Prussia-Samland Königsberg in groep I. Na dit seizoen werd de competitie geherstructureerd en werden de clubs uit de Gauliga samengevoegd met de clubs uit de Bezirksliga verdeeld over vier reeksen, waarvan de top twee zich voor de eigenlijke Gauliga plaatste. Na twee zesde plaatsen op zeven teams werd de club derde in 1937/38. Na dit seizoen werd dit systeem afgevoerd en kwam er één Gauliga met tien clubs. De vier nummers drie speelden een competitie om de twee laatste deelnemers te bepalen en Polizei SV slaagde erin zich voor het volgende seizoen te kwalificeren. De club werd vierde maar trok zich na dit seizoen terug uit de competitie om oorlogsredenen.
Nadat West-Pruisen door Duitsland geannexeerd werd verkaste de clubs uit Danzig naar de nieuwe Gauliga Danzig-Westpreußen. Polizei SV was weer op het appel en werd laatste. Omdat de Gauliga uitgebreid werd naar tien clubs degradeerden ze niet. Inmiddels werd de naam SG OrPo Danzig aangenomen. De club werd achtste op tien clubs.
Tijdens seizoen 1942/43 trok de club zich vrijwillig terug uit de competitie. Na het einde van de oorlog werd Danzig gedwongen afgestaan aan Polen en werden alle Duitse voetbalclubs uit de stad opgeheven.

## Erelijst
Kampioen Danzig
1922, 19288
Kampioen Grenzmark
1930